# 孔至
孔至（?—?），字惟微，唐朝越州山阴县人，孔子三十六代孙，孔若思之子。
孔至官至著作郎，明晓氏族学，与韦述、萧颖士、柳冲齐名。撰写《百家类例》，书成，给韦述看，韦述说可以传世。书中以张说等为近世新族，将其删去。张说之子张垍有宠于唐玄宗，大怒：“天下族姓，干你什么事，而妄自制造混乱？”张垍弟弟和孔至关系好，以实相告。听到张垍的话，孔至害怕了，想要增删修改，韦述说：“停止！大丈夫奋笔成一家之书，怎能因人动摇？有死不可改。”于是打消念头。韦述及萧颖士、柳冲都撰写《类例》，而孔至写得最好。孔至有《姓氏杂录》一卷。孔至的后代为孔子后裔鲁山派。